# La Crème Festival
 (février 2024).
La mise en forme du texte ne suit pas les recommandations de Wikipédia : il faut le « wikifier ».
Les points d'amélioration suivants sont les cas les plus fréquents :
- Les titres sont pré-formatés par le logiciel. Ils ne sont ni en capitales, ni en gras.
- Le texte ne doit pas être écrit en capitales (les noms de famille non plus), ni en gras, ni en italique, ni en « petit »…
- Le gras n'est utilisé que pour surligner le titre de l'article dans l'introduction, une seule fois.
- L'italique est rarement utilisé : mots en langue étrangère, titres d'œuvres, noms de bateaux, etc.
- Les citations ne sont pas en italique mais en corps de texte normal. Elles sont entourées par des guillemets français : « et ».
- Les listes à puces sont à éviter, des paragraphes rédigés étant largement préférés. Les tableaux sont à réserver à la présentation de données structurées (résultats, etc.).
- Les appels de note de bas de page (petits chiffres en exposant, introduits par l'outil «  Source ») sont à placer entre la fin de phrase et le point final[comme ça].
- Les liens internes (vers d'autres articles de Wikipédia) sont à choisir avec parcimonie. Créez des liens vers des articles approfondissant le sujet. Les termes génériques sans rapport avec le sujet sont à éviter, ainsi que les répétitions de liens vers un même terme.
- Les liens externes sont à placer uniquement dans une section « Liens externes », à la fin de l'article. Ces liens sont à choisir avec parcimonie suivant les règles définies. Si un lien sert de source à l'article, son insertion dans le texte est à faire par les notes de bas de page.
- La présentation des références doit suivre les conventions bibliographiques. Il est recommandé d'utiliser les modèles {{Ouvrage}}, {{Chapitre}}, {{Article}}, {{Lien web}} et/ou {{Bibliographie}}. Le mode d'édition visuel peut mettre en forme automatiquement les références.
- Insérer une infobox (cadre d'informations à droite) n'est pas obligatoire pour parachever la mise en page.

Pour une aide détaillée, merci de consulter Aide:Wikification.
Si vous pensez que ces points ont été résolus, vous pouvez retirer ce bandeau et améliorer la mise en forme d'un autre article.
 (février 2024).
 (février 2024).
La Crème Festival est un festival de musique organisé tous les ans depuis 2019 à Villefranche-sur-Mer, au cœur de la Citadelle Saint-Elme.

## Historique
La première édition de la Crème Festival s’est déroulée les 28, 29 et 30 juin 2019. Le festival, présidé par Natacha Batoussova et co-organisé par la mairie de Villefranche-sur-Mer, est né d’un coup de cœur pour la région et son patrimoine. C’est donc entre mer et montagne que s’organise ce festival chaque année, dans la Citadelle de Villefranche-sur-Mer et sur ses plages.
Son slogan est « Amour, musique et pieds dans l'eau ».
Depuis sa création, le festival a été reconduit chaque année, sauf en 2020 en raison de la pandémie mondiale de COVID-19.

## Concept
Depuis sa première édition, le festival suit une même trame : la découverte du patrimoine et de la gastronomie locale. La Crème Festival accorde beaucoup d’importance à la mise en lumière de talents et d’artisans locaux pour proposer un festival à taille humaine. Des activités culturelles et sportives sont organisées tout le long des festivités.
Plusieurs scènes abritent simultanément des concerts : la scène principale, la scène des copains, la scène du jardin et la scène de la plage, chacune proposant une expérience singulière.
La Crème Festival affirme inscrire son événement dans une démarche écologique, avec le bannissement des plastiques à usage unique depuis 2021 et le recours aux circuits courts. En 2023, 3 scènes sur 4 sont fournies en électricité grâce à de l’énergie solaire.

## Programmation des éditions précédentes

### 2019
Alice et Moi, Anja Sugar, Bon Entendeur, Breakbot & Irfane, Busy P & Myd, Corine, Cut Killer, Eddie, Kazy Lambist, LeAm, Lewis OfMan, Naught J, Nili Hadida, Sced.

### 2021
Benjbel & Marine Neuilly, Blonde, Busy P, Camille Jansen, Catastrophe, Claire Laffut, Cymbaline, Episode, Étienne de Crécy, Isaac Delusion, Jean Tonique, Jil Is Lucky, Jitter & Romain, Kiddy Smile, LeAm & Sced, Lebungü, Les 7 salopards, Macadamia crocodile, Michel Ange, Naughty J, Nautilus, PPJ, Oracle sisters, Sally, Siloh, Vanille Manu, Elle & Lui, Yuksek.

### 2022
Adamé & Andréas, Alexia Gredy, Braxe + Falcon, Benjbel & Marine Neuilly, Ben Stone,  Breakbot & Irfane, Charlotte Fever, Dabeull, Diogo Strausz, Dustin Muchuvitz, Emma Peters, Je t’aime Party, Julien Granel, Léonin, Louise Verneuil, Mad Rey, Mr Giscard, Niko Larsen, Norhvn, November Ultra, Tofaus, Twerkistan.

### 2023
Andreas, Anna Majidson, Barbara Butch, Benjbel & La Casbah, Benstone, Chambre Noire, Didi Han, Disiz, Dombrance, Dorcas, Ehla, Jeff Tealer, Jennifer Cardini, Julia Bossque, Kid Francescoli, Kids Return, La Tchoin, LeAm, Leslie Medina, Maxence, Mikano, Nina Lili J, Radio Cargo, Tom & Muriel, Yuksek B2B Fatnotronic, Un*Deux[réf. souhaitée].

### 2024
Aïm N, Anaïs B, Andy 4000, Antoine Bourachot, Astels, Benjbel x Pablo Alto, Blanche, Ethel, Étienne de Crécy, French 79, Gary Neveu, Hélène Sio, Isaac Delusion, Jetlag Gang, Jules Paco, Kazy Lambist, Magmay, Mamama, Marina Trench, Maxye, Mowgli, Nelick, Purdey, Solair, Tshegue, Un*Deux, Walter Astral, Willijane, Workerz